# Poitalijančevanje
Poitalijančevánje ali italijanizácija pomeni nasilno uvajanje italijanskega jezika in kulture v deželeh, ki jih je zasedla italijanska država. V slovenščini ta pojem uporabljamo zlasti za potujčevanje primorskih Slovencev v času po prvi svetovni vojni, zelo močna italijanizacija pa je potekala tudi v nekaterih drugih deželah, npr. na Hrvaškem (Istra, Dalmacija) in na Južnem Tirolskem.

## Zgodovinski pregled
Pred prvo svetovno vojno je del severne Italije pripadal Avstro-Ogrski, italijanski iredentisti pa so se borili za priključitev teh ozemelj Italiji. Ob začetku prve svetovne vojne so Italijani začutili priložnost, da Italiji priključijo še dosti več kot samo omenjena ozemlja. Antantne sile so z Londonskim sporazumom leta 1915 Italiji podelile pravico, da okupira velik del slovenskega in hrvaškega etničnega ozemlja. V zameno se je Italija pridružila silam antante in napovedala vojno centralnim silam.
Po koncu prve svetovne vojne so Londonski sporazum delno razveljavili. Italija je dobila manj, kot ji je bilo obljubljeno, a še vedno veliko več, kot bi ji pripadalo, če bi dejansko pravično uporabili takrat zelo opevano Wilsonovo pravilo do samoodločbe narodov. Ko sta Kraljevina SHS in Italija podpisali Rapallsko pogodbo, je bila državna meja določena tako, da je približno tretjina vseh Slovencev ostala v Italiji.
V nasprotju s splošno razširjenim mnenjem se poitalijančevanje ni začelo šele v obdobju fašizma. Na ozemlju, ki je bilo priključeno Italiji, se je raznarodovalna politika začela že takoj po koncu prve svetovne vojne. Predsednik italijanske vlade V. E. Orlando (sicer znan kot velik demokrat!) je že 24. novembra 1918 poslal v Trst telegram z navodili za represivne ukrepe proti Slovencem in Hrvatom. Že decembra 1918 so se začeli napadi na tržaškega škofa Andreja Karlina - ker je bil Slovenec, so ga naslednje leto prisilili k odstopu.
Poznejše fašistične oblasti so postopek italijanizacije še izpopolnile: imenovale so ga »obmejno čiščenje« (»bonifica di confine«). Slovenci (pa tudi Hrvati) so dobili uradni naziv »tujerodni« (»allogeni«), slovenščina (pa tudi hrvaščina) pa je bila skrajno nezaželena, oziroma je bila prepovedana uporaba teh jezikov v javnih uradih. Italijane je motilo že sámo poimenovanje Slovenci oziroma Hrvati, zato so uporabljali izraz »Slovani« (knjižno italijansko Slavi, narečno in žaljivo Ščavi).
Italijanizacija se je močno izrazila v potujčevanju slovenskih imen in priimkov. V prvi fazi potujčevanja osebnih imen in priimkov so zapis vseh priimkov prilagodili pravilom italijanskega pravopisa (npr: Antončič je postal Antoncich). V drugi fazi, ki se je začela 1926, so priimke tudi vsebinsko italijanizirali (npr. Antoncich je zdaj postal Antonelli). Hkrati s tem je potekala tudi italijanizacija krajevnih imen (glej članek: Italijanska imena slovenskih krajev).
Poleg jezikovno-kulturnega nasilja, pa je bilo proti Slovencem usmerjeno tudi tisto najbolj primitivno in brutalno fizično nasilje. Oblast je že od začetka tolerirala ali celo podpirala teroristične »skvadre« (italijansko squadra = moštvo), iz katerih so se pozneje razvile fašistične tolpe razbijačev. Razbijaška akcija, ki je verjetno najbolj usodno vplivala na Slovence, je bil požig slovenskega Narodnega doma v Trstu (Dom je bil v začetku 20. stoletja sedež številnih slovenskih organizacij in simbol slovenstva). Po tem se je nasilje samo še stopnjevalo. Skvadristi so ropali in požigali zadružna središča in trgovine ter pretepali in posiljevali neitalijansko prebivalstvo.
Leta 1920 je bila slovenščina prepovedana na pošti, do leta 1923 pa tudi v vseh javnih uradih in celo v pogovoru na cesti, na nagrobnih napisih in tudi v cerkvi. Tega leta so zaprli tudi vse slovenske osnovne šole (kmalu zatem pa tudi ostale).
Leta 1931 so uvedli poseben sistem davčne in sodne ekspropriacije nepremičnin, s katerim so hiše zaplenili slovenskim kmetom in vanje naselili koloniste čiste italijanske rase.

## Potvorjena zgodovina
Pri postopku poitalijančevanja ne smemo prezreti močnih propagandnih akcij, s katerimi so fašisti hoteli dokazati, da je to, kar počnejo, pravilno. Te propagandne akcije so bile usmerjene zlasti k tolmačenju nekaterih zgodovinskih dejanj. Posledica tega je dejstvo, da ima marsikdo še danes dokaj nenavadne predstave o zgodovini Trsta ali Gorice. Kar velja drugim Evropejcem za nesporno zgodovinsko resnico, je za nekatere nepoučene ljudi nesramna laž in žaljivo dejanje proti žrtvam fojb.
Po prepričanju teh oseb, predvsem starejših somišljenikov neofašizma, je bila zgodovina približno takšna (v oklepaju dejanski razvoj dogajanj):
- Italijani so že od nekdaj živeli na območju slovenskega Primorja (do Postojne ali celo skoraj do Ljubljane), Istre, hrvaških otokov in Dalmacije. To so bile od nekdaj »najbolj italijanske dežele« (terre italianissime), kjer drugih prebivalcev ni bilo. (Resnica: Italijani so že stoletja živeli na področju Istre, Trsta in Dalmacije, a ne do Postojne. Ta ozemlja niso mogla biti »najbolj italijanska«, ker so bila poseljena z različnimi etničnimi skupinami, od katerih italijanska ni bila niti najštevilnejša niti najpomembnejša.)
- Slovani so začeli prihajati v te kraje šele pred kratkim (npr. v začetku 20. stoletja) in to z namenom, da hudobno izpodrinejo Italijane. Slovani so takoj začeli z nasiljem nad ubogimi italijanskimi domačini, kar pa so fašistične oblasti poskušale zavreti. (Resnica: Slovani so se tod naselili že v šestem stoletju in staroselce romanskega porekla asimilirali, ko beseda Italijan sploh še ni obstajala. Italijani, ki so v dvajsetem stoletju živeli v teh krajih, so bili priseljenci. Kdo je torej v dvajsetem stoletju hotel izpodriniti koga? So mar hoteli fašisti po trinajstih stoletjih maščevati staroselce?)
- Po zlomu fašizma je Slovanom uspelo izpeljati svoj načrt. Zasedli so velik del »svete italijanske zemlje«, pobili ogromno množico Italijanov in jih pometali v kraška brezna - fojbe (več deset tisoč oseb - glej "Srce v breznu"), druge pa nasilno izgnali (tudi več sto tisoč oseb). (Resnica: Po propadu fašizma Slovanom v obmejnih krajih ni uspelo nič več kot golo preživetje. Italijanov je v fojbah neprimerno manj kot Slovencev, Hrvatov, nemških vojakov, pa tudi drugih. Razlika je le v tem, da so Slovence in Hrvate metali v fojbe predstavniki oblasti, ostale trupla so tam skrili vsi tisti, ki so pod okriljem vojne obračunavali z osebnimi nasprotniki in neprijatelji.)
- Povprečni Italijan, iz teh krajev, vidi fašizem kot gibanje, ki ni bilo prav tako hudobno, oziroma Italijane kot tiste, ki niso bili tako hudobni za časa vojne in tudi prej. Fašizem ni nikoli nikogar zatiral in govorice o tem, da so fašisti kdaj koga spravili v koncentracijsko taborišče, so zlobne laži. Ta vrsta prepričanj je vse bolj močna med Italijani v celi Italiji. Poudarimo, da tak pogled podpira tudi veliki del italijanske inteligence. (Resnica: Povprečni Italijan iz primorskih krajev (vsaj tisti over sixty) natančno ve, kaj je bil fašizem, saj ga je občutil na lastni koži, vendar pa – kakor vsi ostali Italijani v državi – razume, da je to danes samo zgodovina in da je edini izhod iz napak preteklosti le mirno sožitje. Mlajša generacija ni okusila fašizma, vendar ga sovraži zaradi posledic, ki jih je povzročil. Somišljenikov fašizma zato v Italiji ni veliko in gibanje je prepovedano po zakonu. Velik del italijanske inteligence pa nekdanjih (in današnjih) problemov na robu države sploh ne pozna in ga ne zanimajo.)

## Italijansko razumevanje italijanizacije
Originalno gibanje za italijanizacijo sega še v dobo razsvetljenstva, ko je bilo odgovor jezikoslovcev na vnašanje vedno številnejših tujk v italijanski jezik. V začetku dvajsetega stoletja pa je odpor do tujk postal odpor do tujih jezikov in do ne-italijanskih lastnih imen. Gre predvsem za obdobje med dvema svetovnima vojnama, ko je idejo prevzel fašizem, ki je izenačil vse jezike z lokalnimi narečji, torej s kršitvami italijanščine. Pri tem je treba tudi upoštevati, da so italijanski izobraženci od vselej smatrali, da so Italijani edini naravni potomci Rimljanov in zakoniti dediči Rimskega imperija, zaradi česar imajo naravno pravico do italijanizacije ozemelj, ki so v preteklosti pripadale imperiju. S tem prepričanjem je na primer potekala italijanizacija celo v Libiji (glej tudi: Italijanski naseljenci v Libiji), čeprav ni bilo niti sledu o latinskem izvoru obstoječih arabskih imen. Še bolj so se fašistične oblasti čutile upravičene, da "ponovno vzpostavijo" italijanski jezik v obmejnih predelih svoje države, to je predvsem v Bocenski pokrajini in na vzhodni meji od Furlanije do Dalmacije. Pri tem je treba pripomniti, da je avstrijski popis prebivalstva iz leta 1910 ugotovil na Bocenskem le 3 % Italijanov, medtem ko jih je bilo na vzhodni meji kar 40 %, kar pa ni preprečilo globoke italijanizacije obeh področij. Zanimivo je, da so pri tem italijanske oblasti pozabile na mesto Zadar, kjer je bila prisotnost italijanskega prebivalstva višja kot na primer v Gorici, a do italijanizacije ni prišlo.
Italijanizacija seveda ni bila samo posledica kulturne zgrešenosti, in kot taka zgodovinsko odpustljiva. V veliki meri je to bila načrtovana politična poteza, v skladu s kolonialističnimi idejami tiste dobe. Še danes veliko Italijanov misli, da je bila italijanizacija, se pravi nasilna asimilacija, izvedena v korist lokalnih ne-italijanskih ljudstev, ki jim je bilo tako omogočeno življenje  v Italiji.